# Andreas Kylander
Andreas Kylander, född 1655 i Lommaryds socken, död 15 oktober 1725 i Vists socken, var en svensk präst.

## Biografi
Kylander föddes 1655 i Lommaryds socken. Han var son till kyrkoherden Andreas Andori Kylanderi Lommaryds församling. Kylander blev 25 september 1676 student vid Uppsala universitet. Han prästvigdes 16 maj 1683 och blev huspredikant hos lagmannen Gustaf Kurck på Ållonö. Kylander blev 1691 rektor i Eksjö stad. År 1696 blev han kyrkoherde i Vists församling. Kylander avled 15 oktober 1725 i Vists socken.

### Familj
Kylander gifte sig med Ebba Hansdotter Wulff (död 1732). Hon var dotter till landskamreraren i Härnösand. De fick tillsammans barnen Catharina Elisabeth (död 1710), Andreas (1691-1736), Johannes, Matthias, Helena Juliana (död 1788), Carl (1700-1700) och Christina Charlotta (född 1706).